# Halowe Mistrzostwa Świata w Lekkoatletyce 2004 – skok w dal mężczyzn
Skok w dal mężczyzn – jedna z konkurencji rozgrywanych podczas halowych mistrzostw świata w lekkoatletyce w 2004. Kwalifikacje odbyły się 5 marca, a finał został rozegrany 6 marca.
Do kwalifikacji zgłoszonych zostało 26 zawodników z 21 państw.
Zawody w tej konkurencji wygrał reprezentant Stanów Zjednoczonych Savanté Stringfellow. Drugą pozycję zajął zawodnik z Jamajki James Beckford, trzecią zaś reprezentujący Rosję Witalij Szkurłatow.

## Wyniki

### Kwalifikacje
Źródło: 
Grupa A
| Miejsce | Zawodnik                    | Państwo           | Podejście | Podejście | Podejście | Wynik | Uwagi |
| Miejsce | Zawodnik                    | Państwo           | #1        | #2        | #3        | Wynik | Uwagi |
| ------- | --------------------------- | ----------------- | --------- | --------- | --------- | ----- | ----- |
| 1.      | Savanté Stringfellow        | Stany Zjednoczone | 8,31      | –         | –         | 8,31  |       |
| 2.      | James Beckford              | Jamajka           | 8,22      | –         | –         | 8,22  | SB    |
| 3.      | Bogdan Țăruș                | Rumunia           | 7,96      | 8,06      | –         | 8,06  |       |
| 4.      | Wołodymyr Ziuskow           | Ukraina           | 8,00      | –         | –         | 8,00  |       |
| 5.      | Kiriłł Sosunow              | Rosja             | 7,83      | 7,96      | X         | 7,96  |       |
| 6.      | Zhou Can                    | Chiny             | 7,69      | 7,87      | X         | 7,87  | SB    |
| 7.      | Mohamed Salman Al-Khuwalidi | Arabia Saudyjska  | 7,80      | X         | X         | 7,80  |       |
| 8.      | Jonathan Chimier            | Mauritius         | 7,57      | 7,78      | 7,60      | 7,78  |       |
| 9.      | Luis Felipe Méliz           | Kuba              | X         | X         | 7,71      | 7,71  |       |
| 10.     | Gable Garenamotse           | Botswana          | 7,45      | 7,68      | 7,53      | 7,68  |       |
| 11.     | Siniša Ergotić              | Chorwacja         | 7,44      | 7,45      | X         | 7,45  |       |
| 12.     | Luis Tsatumas               | Grecja            | X         | 7,34      | X         | 7,34  |       |
| –       | Ignisious Gaisah            | Ghana             | –         | –         | –         | DNS   |       |

Grupa B
| Miejsce | Zawodnik              | Państwo           | Podejście | Podejście | Podejście | Wynik | Uwagi |
| Miejsce | Zawodnik              | Państwo           | #1        | #2        | #3        | Wynik | Uwagi |
| ------- | --------------------- | ----------------- | --------- | --------- | --------- | ----- | ----- |
| 1.      | Witalij Szkurłatow    | Rosja             | 7,93      | 8,07      | –         | 8,07  |       |
| 2.      | Iván Pedroso          | Kuba              | X         | 8,02      | –         | 8,02  | SB    |
| 3.      | Christopher Tomlinson | Wielka Brytania   | 7,79      | 7,84      | 7,96      | 7,96  | SB    |
| 4.      | Yago Lamela           | Hiszpania         | 7,90      | 7,95      | 7,87      | 7,95  |       |
| 5.      | Nils Winter           | Niemcy            | 7,74      | 7,33      | 7,95      | 7,95  |       |
| 6.      | Petyr Daczew          | Bułgaria          | 7,89      | 7,86      | 7,88      | 7,89  | SB    |
| 7.      | Nicola Trentin        | Włochy            | 7,84      | X         | X         | 7,84  |       |
| 8.      | Yann Doménech         | Francja           | X         | 7,66      | 7,79      | 7,79  |       |
| 9.      | Brian Johnson         | Stany Zjednoczone | X         | 7,65      | 5,85      | 7,65  |       |
| 10.     | Walerij Wasyljew      | Ukraina           | X         | 7,61      | 7,64      | 7,64  |       |
| 11.     | Dimitrios Serelis     | Grecja            | 7,62      | X         | X         | 7,62  |       |
| 12.     | Ndiss Kaba Badji      | Senegal           | 7,54      | 7,44      | 7,33      | 7,54  |       |
| 13.     | Yahya Berrabah        | Maroko            | X         | X         | 7,53      | 7,53  | SB    |

### Finał
Źródło: 
| Miejsce | Zawodnik              | Państwo           | Podejście | Podejście | Podejście | Podejście | Podejście | Podejście | Wynik | Uwagi |
| Miejsce | Zawodnik              | Państwo           | #1        | #2        | #3        | #4        | #5        | #6        | Wynik | Uwagi |
| ------- | --------------------- | ----------------- | --------- | --------- | --------- | --------- | --------- | --------- | ----- | ----- |
| 01 !    | Savanté Stringfellow  | Stany Zjednoczone | 8,07      | 8,08      | 8,40      | –         | –         | 7,70      | 8,40  |       |
| 02 !    | James Beckford        | Jamajka           | 8,12      | 8,23      | 8,30      | 8,02      | X         | 8,31      | 8,31  | SB    |
| 03 !    | Witalij Szkurłatow    | Rosja             | X         | 8,28      | X         | X         | X         | 7,74      | 8,28  | SB    |
| 4.      | Bogdan Țăruș          | Rumunia           | 8,03      | 8,18      | 8,23      | 8,25      | 8,26      | 8,19      | 8,26  | SB    |
| 5.      | Wołodymyr Ziuskow     | Ukraina           | 8,14      | 8,10      | 8,23      | 7,95      | X         | 8,03      | 8,23  | PB    |
| 6.      | Christopher Tomlinson | Wielka Brytania   | 7,97      | X         | 8,03      | 7,96      | 8,01      | 8,17      | 8,17  | NR    |
| 7.      | Kiriłł Sosunow        | Rosja             | X         | 8,16      | 8,03      | –         | –         | 5,35      | 8,16  | SB    |
| 8.      | Iván Pedroso          | Kuba              | X         | 7,96      | X         | X         | 8,09      | 8,00      | 8,09  | SB    |